# Igkor Mōraitīs
Igkor Mōraitīs, conosciuto precedentemente come Igor Mouraitov (in greco Ιγκόρ Μωραΐτης?; Tbilisi, 29 gennaio 1974), è un ex cestista georgiano naturalizzato greco.

## Palmarès
- Coppa d'Europa: 1

Aris Salonicco: 1992-93